# Kolba okrągłodenna

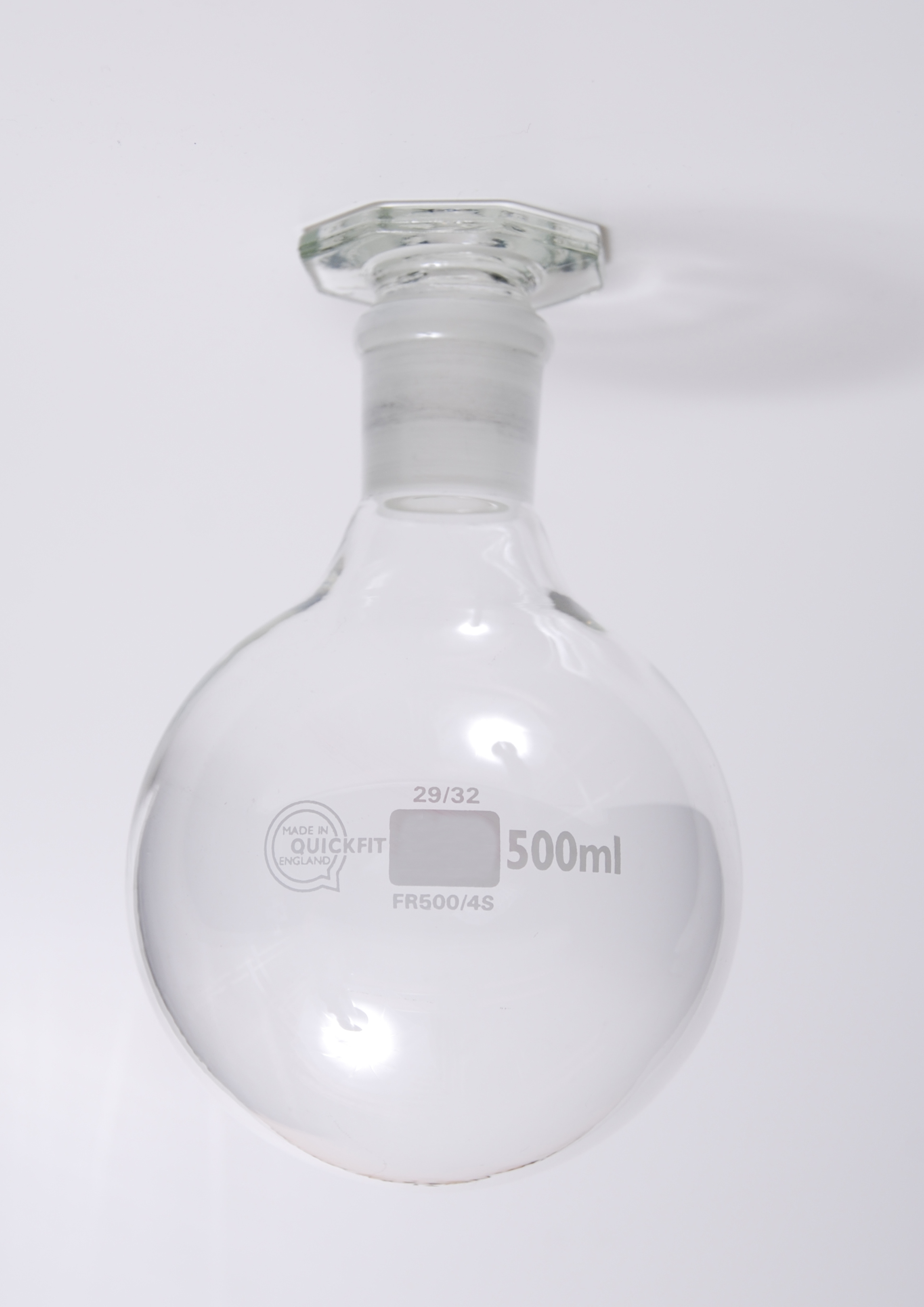
Kolba kulista ze szlifem i korkiem, ustawiona do góry dnem

Kolba okrągłodenna – rodzaj kolby szklanej z zaokrąglonym dnem. 
Kolby okrągłodenne wykorzystywane są jako naczynia reakcyjne i mogą być zaopatrzone w szlif umożliwiający połączenie z innymi elementami aparatury bądź zamknięcie korkiem. W zależności od kształtu oraz skali, na jaką przeprowadza się daną reakcję lub proces, pojemności kolb mogą wahać się od kilku mililitrów do kilku litrów. Kolby okrągłodenne znajdują też zastosowanie w technikach laboratoryjnych np. destylacji czy ekstrakcji (z użyciem aparatu Soxhleta). Ze względu na swój kształt umożliwiają równomierne ogrzewanie, np. w czaszach grzejnych, znajdujących się w nich substancji oraz pozwalają na pracę pod zmniejszonym ciśnieniem, np. destylację próżniową lub użycie w wyparkach próżniowych.

## Rodzaje kolb okrągłodennych

Kolby kuliste ze szlifami. Od lewej: kolby z krótką i długą szyją; kolby Witta: dwuszyjna, trójszyjna z szyjami prostymi, trójszyjne z szyjami ukośnymi

- Kolby kuliste jednoszyjne – w kształcie sfery, wyposażone w jedną szyję, długą lub krótką.
- Kolby gruszkowate i sercowate – wydłużone kolby okrągłodenne, w przekroju przypominające gruszkę lub serce.
- Kolby Witta[2] – kolby kuliste z dwoma lub trzema szyjami (zob. kolba trójszyjna) z szyjami prostymi lub ukośnymi, w których można umieścić jednocześnie kilka elementów aparatury, np. chłodnicę, nasadkę i termometr.
- Kolby Schlenka – kolby kuliste lub w kształcie próbówki z jedną szyją i bocznym kranem z oliwką, umożliwiającym podłączenie do próżni[4].